# Musée du Vieux-Moudon
Le musée du Vieux-Moudon a été créé par l'association du même nom fondée en 1910, afin de rassembler des objets liés au passé de la ville de Moudon. Il est installé depuis 1950 dans l'ancienne maison seigneuriale de Rochefort, à la rue du Château 50 à Moudon.

## Fondation de l’Association
L’Association du Vieux-Moudon fut fondée en 1910, à la même époque que la Société vaudoise d’histoire et d’archéologie et plusieurs associations de même type au niveau communal, notamment à Avenches (Pro Aventico, 1887), Vevey (1897), Lausanne (1898/1902).
L’idée d’une Association du Vieux-Moudon fut lancée par Auguste Burnand, qui travaillait à Berne comme secrétaire-traducteur au département fédéral de l’Intérieur, mais qui se passionnait surtout pour l’histoire de sa ville. C’est grâce à un petit groupe de personnalités établies à Moudon, ou originaires de cette ville, qu’elle put se concrétiser.
Les procès-verbaux de l’Association débutent le 26 novembre 1910, date à laquelle quelques « amis de la ville de Moudon » se réunirent à 16 h chez le Dr René Meylan, dans la maison dite le Casino (à l’emplacement de l’immeuble place Saint-Étienne 1), afin d’organiser l’assemblée générale prévue le soir même. À part René Meylan, médecin, seuls Aloys Cherpillod, avocat, et Maurice Bryois, maître secondaire, habitaient Moudon. Les autres personnes n’étaient rattachées à cette ville que par leurs origines : Alfred Chatelanat, médecin à Veytaux, Paul Burnand, pasteur, Aloys de Molin, professeur d’archéologie et d’histoire à l’université, Georges-Antoine Bridel, imprimeur, et Paul-Émile Dutoit, avocat, tous de Lausanne. A noter que ces deux derniers personnages faisaient alors partie du comité de l’Association du Vieux-Lausanne, fondée en 1902, tandis qu'Aloys de Molin fut président de la Société d’histoire de la Suisse romande et conservateur du musée historique de Lausanne.
Lors de cette première assemblée générale, la population invitée ce soir-là pouvait prendre connaissance d’une liste de 27 membres déjà inscrits. Y figuraient surtout des professeurs, des pasteurs, des avocats, et même un Conseiller fédéral, Marc Ruchet, en compagnie d’illustres expatriés : le peintre Eugène Burnand et Charles de Cerjat, tous deux à Paris.
La liste au 15 septembre 1912 donne 140 membres, dont une cinquantaine à Moudon. La plupart des autres étaient établis dans le canton ; il y avait toujours un Conseiller fédéral (Camille Decoppet). Grâce aux familles Burnand, Bridel et de Cerjat, on pouvait compter quelques inscriptions de France et d’Angleterre, et même une de Tokyo (Louis Bridel, professeur).
Le premier comité constitué se composait du Dr René Meylan, (président), de Maurice Bryois, (vice-président et caissier), Aloys Cherpillod, (secrétaire), Auguste Burnand, Paul-Emile Dutoit, Aloys de Molin, et Frédéric Braillard, représentant de la municipalité.
Depuis la création de l’Association, le nombre de membres a toujours oscillé entre 100 et 200. Les membres sont invités à des conférences, à des visites et au vernissage des expositions temporaires du musée.

## Publications
Afin de mener à bien l’une de ses missions essentielles, le comité s’adjoignit une « commission de publication » de trois personnes expertes en ce domaine : Georges-Antoine Bridel, directeur aux Imprimeries réunies, Charles Ruchet, pasteur et héraldiste  et Bernard de Cérenville (1878-1915) , sous-archiviste, qui avait en cours une importante étude sur Moudon.
Cette mission d’étude historique fut assumée de manière constante de 1912 à 1928 par la publication d’un bulletin annuel (sauf en 1914), puis avec des intermittences (bulletins parus en 1932, 1937, 1940, 1941, 1954, 1957, 1959, 1975).
Lors de l’assemblée constitutive, A. de Molin avait proposé de publier un volume de documents extraits des archives de la localité. Jugé trop aride par la majorité, ce modèle fut rapidement abandonné au profit d’une revue susceptible de toucher un grand public et agrémentée de planches. Auguste Burnand lança l’idée d’annales moudonnoises, traitant d’archéologie et d’histoire, pour lesquelles il avait déjà réuni de nombreuses notes .
Le bulletin accueillit, au départ surtout, les conférences données dans le cadre de l’assemblée générale. Les articles étaient souvent fournis par les membres de la commission ou du comité, ainsi que par Auguste et Paul Burnand, Ernest Bertolini, architecte de Moudon, auxquels se joignaient parfois quelques professionnels comme Maxime Reymond ou, dès 1915, Charles Gilliard qui prit la succession de Bernard de Cérenville ; Gilliard poursuivit également les recherches de Cérenville sur Moudon, pour aboutir en 1929 à la publication du gros ouvrage : Moudon sous le Régime savoyard.
De 1942 à 1959, le bulletin fut dirigé et principalement alimenté par le Dr René Burnand (1882-1960), président de l’Association, fils du peintre Eugène Burnand. Outre une carrière médicale bien remplie qui l’emmena jusqu’en Egypte, le Dr Burnand entreprit de nombreuses études historiques. Le château de Seppey où il résidait, proche de Vulliens, recélait une masse d’archives familiales qui lui fournirent la matière à de nombreux articles ou même à des romans faisant revivre ses ancêtres, militaires, magistrats ou femmes de lettres, et chantant le charme agreste de la région.
Les deux premiers dessins de la couverture du bulletin sont l’œuvre du Dr Meylan, le 3e, dès 1954, de David, frère de René Burnand.

## Musée
Les intermittences dans la parution du bulletin coïncident généralement avec les périodes où l’accent fut mis sur l’autre mission essentielle de l’Association : la constitution d’un musée. Les modestes ressources, en temps et en argent, ne permettaient en effet pas de mener les deux choses de front. Elles entraient même souvent en concurrence dans les discussions du comité. Le projet de musée fut en effet presque exclusivement porté pendant plus de trente ans par Aloys Cherpillod (1879-1950). Cette forte personnalité – qui occupa la charge de syndic de Moudon de 1921 à 1933 – prit la plupart des initiatives, allant même jusqu’à payer de sa poche l’achat d’objets ou l’aménagement des locaux. Les conflits n’ayant pas manqué d’arriver, avec le reste du comité ou la commune, la situation devint difficile à clarifier, malgré une convention signée en 1943. La rupture intervint définitivement en 1948. A. Cherpillod était très fortement impliqué dans la défense du patrimoine bâti de la ville. Membre de la commission des Monuments historiques, il fit preuve à ce sujet d’une culture et d’une clairvoyance peu partagées par ses concitoyens.
L’idée d’un musée fut émise très rapidement afin « de retenir à Moudon une foule d’objets qui disparaissaient peu à peu ou étaient vendus à des antiquaires du dehors ». La commune mit à disposition un local inoccupé au collège secondaire de la Grenette . En 1915, G.-A. Bridel communiqua à l’assemblée générale « quelques idées pour un musée du Vieux-Moudon ». L’année suivante, une exposition d’iconographie se tint dans une salle du collège primaire de l’Ochette. Elle réunit une centaine de pièces, sous la direction et avec l’aide du peintre Eugène Burnand . Son succès fut tel que le comité décida de nommer un conservateur du musée en la personne d’Alphonse Meyer, teinturier à Moudon, qui occupa ce poste jusqu’à sa mort en 1941.
En 1918, un autre local fut mis à disposition par la commune, dans les combles du collège de l’Ochette.
À la mort du Dr Meylan en 1926, A. Cherpillod accepta d’assumer la présidence. En automne 1927, la Société vaudoise d’histoire et d’archéologie ayant manifesté le désir de visiter le musée lors de son assemblée à Moudon, le conservateur et le président consacrèrent plusieurs jours de travail pour que la « pauvre et unique salle », soit visitable.
Malgré les appels au public, les dons d’objets intéressants restaient rares. A. Cherpillod choisit d’aller de l’avant et de « créer quelques salles nouvelles où les vides susciteraient peut-être l’intérêt des personnes qui jusqu’alors n’avaient pas pensé à nous ». Avec l’accord de la municipalité, il fit aménager cinq à six salles dans les combles du collège, en grande partie à ses frais. Il récupéra les toiles peintes et le poêle du Grand-Air, qui allaient partir pour Lausanne, sauva les motifs de molasse sculptée de l’escalier de l’ancienne maison de ville en démolition et alla même jusqu’à Genève chercher le costume du Comte Vert du Festival vaudois de 1903. Un inventaire dressé en 1931 par Alphonse Meyer dénombrait 850 objets, non compris les documents historiques et iconographiques, ni la bibliothèque.
À la mort du conservateur, en 1941, le poste ne fut pas repourvu. A. Cherpillod, qui avait abandonné la présidence en 1934, combla encore une fois le vide, entreprenant dès le mois de juin 1942 une restauration des salles et des objets (alors au nombre de 1188). Il paya à nouveau une partie des frais, achetant divers objets d’art, des lustres et des tapis, afin d’embellir le musée.
En 1944, il fallut mettre à l’abri une grande partie des collections, par crainte des bombardements. Le courage manqua pour remettre tout en place. S’ensuivit une période de flou durant laquelle des objets se détériorèrent ou même disparurent. Par ailleurs, on envisageait déjà, depuis 1943 en tout cas, de déplacer le musée dans le bâtiment de Rochefort, acheté par la commune en 1933 et classé monument historique en 1945. C’est en novembre 1947 que la commune informa l’Association qu’elle mettait le bâtiment de Rochefort à sa disposition.
En 1949, le comité se composait de René Burnand (président), Charles Faucherre, syndic, (vice-président), Fernand Ruch (secrétaire), Ernest Martin, receveur de l’État (caissier), Eugène Meyer, conservateur désigné en 1946, Mme M[ireille] Feihl et Gustave Junod, instituteur. Le transfert était terminé pour l’assemblée générale de novembre 1949  et l’inauguration eut lieu le 8 octobre 1950. Le musée comprenait alors 12 salles.
Eugène Meyer et Fernand Ruch, qui furent les principaux artisans de l’installation des collections dans le bâtiment de Rochefort, continuèrent à faire évoluer l’exposition respectivement jusqu’en 1981 et 1979. Peu après l’ouverture, E. Meyer rénova la salle boisée du rez-de-chaussée pour y aménager une bibliothèque et des documents rassemblés par René Burnand, qui devaient être à disposition des chercheurs. La salle Burnand s’enrichit d’œuvres d’Eugène Burnand prêtées par le musée cantonal, formant ainsi l’embryon de la collection qui prendra place dans le nouveau musée du Grand-Air en 1990.
La permanence fut ensuite assurée par André Rittener jusqu’en 1987, date de la fermeture pour travaux.
Au décès de René Burnand en 1959, la présidence fut assurée par Philippe Junod dès 1966, par le Dr Jean-Pierre Feihl de 1975 à 1981, puis par Werner Stöckli, archéologue, jusqu’en 1992. Depuis lors, la présidence est assurée par Raymond Bosshard, ancien maître secondaire et municipal.
La restauration du bâtiment et du musée débuta en 1981 et se termina en 2001 seulement. Architecte Gilbert Grin, muséographe Dominique Tcherdyne.

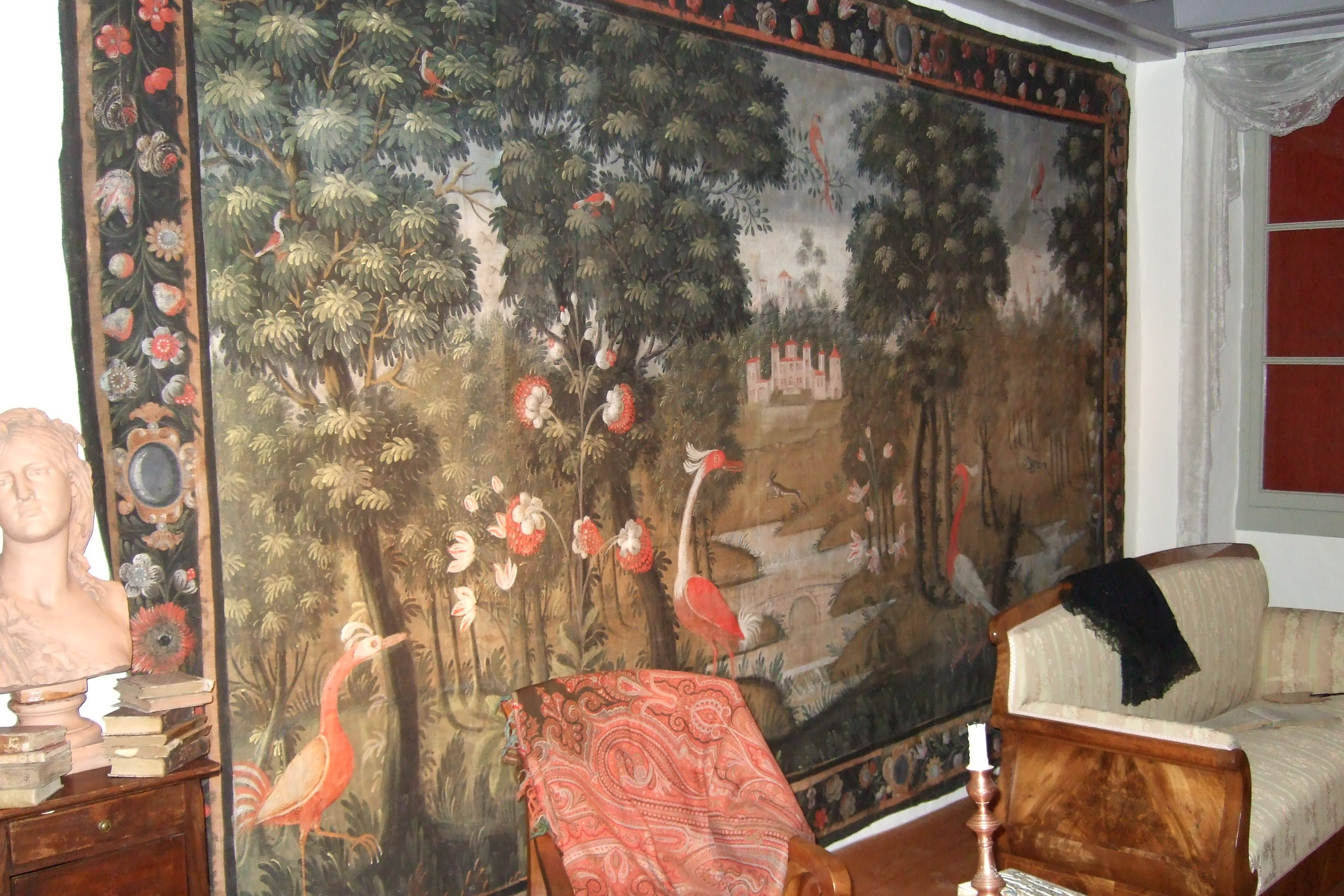
Musée du Vieux-Moudon salon

L’année de l’ouverture du musée, on dénombra 1333 entrées. Les années suivantes, on accueillit entre 1100 et 2300 visiteurs environ, avec seulement trois après-midis d’ouverture par semaine, d’avril à novembre. Les visiteurs ont la possibilité de voir également le musée Eugène Burnand situé à côté, grâce à un billet d’entrée commun.
Dès la réouverture, le musée a été admis dans l’Association des Châteaux vaudois à visiter (ACVV). Il est également sur la liste des musées qui acceptent l’entrée des visiteurs avec passeport des musées suisses.
La commune de Moudon soutient le musée en mettant à disposition le bâtiment du Rochefort et en accordant un subside qui permet de payer le salaire des hôtesses d’accueil.
La vie du musée et de l’Association est assurée, comme à l’origine, par un comité de bénévoles qui mettent sur pied une exposition temporaire au moins par année depuis 2002.
Expositions temporaires
- 2002. Marquoirs, abécédaires : des points de patience et de rêve.
- 2003. 1803 – 1903 – 2003 – à la mode de chez nous.
- 2004. Vio Martin – Gustave Roud. Rencontre de deux poètes.
- 2005. La Soldanelle, 1905-2005. Historique en images et en musique. Exposition de costumes.
- 2006. Espèce de vaudois – Le Musée du Vieux-Moudon s’éclate la rate.
- 2007. Tricots d’art.  2007. Moudon en vues – De la pierre à la plume.
- 2008. Les écrivains voyageurs et le mythe helvétique.
- 2008. Émile-David Turrian, vagabondage d’un peintre vaudois.
- 2009. Les jeunes filment la mémoire des anciens.
- 2010. Moudon tourne autour du pot.
- 2011. Casses-noix.
- 2012. Passion BD.
- 2013. Le Musée fait la roue. Exposition de vélos anciens.
- 2014. Résonances. Orgue, vitraux, cloches à Saint-Étienne.
- 2015. Moudon, ville d’artistes.
- 2016. De porte en porte. Du musée à la ville.
- 2017. Visages de la Broye.